# 埃塞尔·拉基
埃塞尔·拉基（英語：Ethel Lackie，1907年2月10日—1979年12月15日），美国女子游泳运动员。她曾代表美国参加1924年夏季奥林匹克运动会游泳比赛，获得女子100米自由泳和女子4×100米自由泳接力金牌。